# Rawatsar
Rawatsar és una ciutat i una municipalitat, i un dels vuit tehsils del districte de Hanumangarh en l'indi del Rajasthan.

## Història
Rawatsar fou el nom d'un estat tributari protegit, una thikana feudatària de Bikaner, formada per 28 pobles amb uns ingressos de 30.000 rupies. El fundador fou Rao Kandhal, fill jove de Rao Ran Mal de Marwar fundador del clan Khandalot dels rathors.

## Llista de rawats
- Rawat LAKHDHIR SINGH
- Rawat CHATTAR SINGH
- rawats desconeguts
- Rawat HIMMAT SINGH vers 1800
- Rawat/s desconeguts
- Rawat RANJIT SINGH ?-1885
- Rawat HUKAM SINGH 1885-1893
- Rawat MAN SINGH 1893-1936
- Rawat TEJ SINGHJI 1936-1954 (+1970)